# Niagara Gazette
Niagara Gazette est un quotidien américain fondé en 1854 publié à Niagara Falls dans l'État de New York. Il couvre plusieurs parties du comté de Niagara, notamment les villes de Niagara et de Niagara Falls.

## Histoire
Niagara Gazette est fondée en 1854 sous le nom de Niagara Falls Gazette.
Le quotidien appartient à Gannett entre 1954 et 1997. Cette société est fondée en 1923 par Frank Gannett, un conservateur notable, à Rochester, en conséquence de l'agence de presse qu'il lance à Elmira en 1906.